# Vauvert (Gard)
Vauvert é uma comuna francesa na região administrativa de Occitânia, no departamento de Gard. Estende-se por uma área de 109,86 km². Em 2010 a comuna tinha 11 753 habitantes (densidade: 107 hab./km²).